# 陰姬
陰姬（？—？），本名陰簡，為中山國中山王的王后。

## 生平
她厭惡受國君信任的司馬喜，同时正在與中山王的寵妃江姬爭奪王后的位子。司馬喜采纳说客田简的提议，计划向赵王渲染陰姬的美貌，这样赵王就会来要她。如果中山王同意，则司馬喜在朝中没有敌人。如果不同意，则劝中山王将其立为王后，这样陰姬就会感谢他。司馬喜在沟通陰姬的父親後，假託去趙國考察，到趙國後渲染陰姬的的美貌，誘使趙武靈王上鉤並準備向中山國索要，司馬喜回國後，將此事告訴中山王，並趁機勸說立陰姬為王后以讓趙王死心，於是中山王立陰姬為王后。